# NikkieTutorials
Nikkie de Jager (sinh ngày 2 tháng 3 năm 1994 ở Hà Lan), còn được biết đến với tên kênh YouTube là NikkieTutorials, là một nghệ sĩ trang điểm và vlogger làm đẹp. Cô đã trở nên nổi tiếng trên mạng xã hội vào năm 2005 sau video trên YouTube của cô, "The Power of Makeup," đã lan truyền nhanh và truyền cảm hứng cho nhiều video khác về những người thể hiện khuôn mặt của họ có và không trang điểm.
Tính đến Tháng 9 năm 2018, kênh YouTube của cô đã có hơn 10 triệu lượt đăng ký và tổng cộng hơn 917 triệu lượt xem.
Vào ngày 13 tháng 1 năm 2020, cô đã công khai trên kênh Youtube của mình là cô là người chuyển giới.

## Giải thưởng
| Năm  | Tên                       | Giải thưởng                     | Người đề cử     | Kết quả   |
| ---- | ------------------------- | ------------------------------- | --------------- | --------- |
| 2017 | 9th Annual Shorty Awards  | Youtube Guru                    | NikkieTutorials | Đoạt giải |
| 2017 | Teen Choice Awards        | Choice Web Star: Fashion/Beauty | NikkieTutorials | Đoạt giải |
| 2018 | E! People's Choice Awards | The Beauty Influencer of 2018   | NikkieTutorials | Đề cử     |